# Sainte-Radégonde-des-Noyers
Sainte-Radégonde-des-Noyers ist eine französische Gemeinde mit 982 Einwohnern (Stand: 1. Januar 2022) im Département Vendée in der Région Pays de la Loire. Champagné-les-Marais gehört zum Arrondissement Fontenay-le-Comte und zum Kanton Luçon (bis 2015: Kanton Chaillé-les-Marais). Die Einwohner werden Radegondins genannt.

## Lage
Sainte-Radégonde-des-Noyers liegt etwa 24 Kilometer nordnordöstlich von La Rochelle. Im Süden begrenzt der Fluss Sèvre Niortaise, der hier in den Atlantik mündet, die Gemeinde. Das Gemeindegebiet gehört zum Regionalen Naturpark Marais Poitevin. Umgeben wird Sainte-Radégonde-des-Noyers von den Nachbargemeinden Nalliers im Norden, Chaillé-les-Marais im Osten, Marans im Südosten, Charron im Süden, Puyravault im Westen sowie Moreilles im Nordwesten.

## Bevölkerungsentwicklung
| 1846                      | 1901 | 1921 | 1962 | 1968 | 1975 | 1982 | 1990 | 1999 | 2006 | 2012 |
| 1018                      | 938  | 777  | 688  | 690  | 630  | 645  | 662  | 704  | 771  | 827  |
| Quelle: Cassini und INSEE |      |      |      |      |      |      |      |      |      |      |

(seit 1962 ohne Zweitwohnsitze)

## Sehenswürdigkeiten

Kirche Sainte-Radégonde

- Kirche Sainte-Radégonde
- Windmühle